# Stonne
Stonne ist eine französische Gemeinde mit 39 Einwohnern (Stand 1. Januar 2022) im Département Ardennes in der Region Grand Est und liegt ungefähr zwölf Kilometer südlich von Sedan auf dem Höhenzug Pain du Sucre (335 m). Bekannt wurde der Ort während des Zweiten Weltkriegs als „Verdun von 1940“.

## Geschichte
Am 30. August 1870 fand bei Stonne ein Gefecht zwischen dem V. Armeekorps und französischen Verbänden statt; am Tag darauf die Schlacht von Sedan. Diese entschied den Deutsch-Französischen Krieg.

### Die Schlacht um Stonne
Nachdem Guderians XIX. Armeekorps am 14. Mai 1940 die Maas bei Sedan überschritten hatte (Schlacht bei Sedan), entsandte er das motorisierte Infanterieregiment „Großdeutschland“ und Teile der 10. Panzer-Division nach Süden in Richtung der Höhen von Stonne zum Schutz seiner südlichen Flanke. Genau hier wollte General Richard O. Hunziger, Befehlshaber der französischen 2. Armee mit seiner Reserve (darunter die französische 3. Panzerdivision – 3e DCr) zum Gegenangriff ansetzen, um den deutschen Brückenkopf bei Sedan einzudrücken und Guderians Panzer über die Maas zurückzudrängen.
In den folgenden vier Tagen kam es zur „Schlacht um Stonne“ (15. – 18. Mai 1940), die zu einer der blutigsten Schlachten während des Westfeldzuges 1940 wurde und während der Stonne 17 Mal den Besitzer wechselte. Mittlerweile wurde das Regiment vom IR 64 abgelöst. Alleine das IR „Großdeutschland“ erlitt in Stonne innerhalb von nur zwei Tagen etwa 50 % seiner Verluste während des gesamten Westfeldzuges (103 Tote, 442 Verwundete und 25 Vermisste). Die 10. Panzer-Division verlor 25 Panzer, die Franzosen 33, darunter auch einige der schweren Char B1 Kampfwagen, welche den deutschen Verbänden besonders empfindliche Verluste zugefügt hatten. Die Schlacht endete mit einem deutschen Sieg, nachdem es den Franzosen nicht gelungen war, den deutschen Brückenkopf einzudrücken und die Front somit erstarrte, bis zum Durchbruch durch die Weygand-Linie der deutschen Panzerdivisionen während der Operation „Fall Rot“.
Am 23. Mai 1940 unternahmen Wehrmacht-Truppen von Stonne aus eine Offensive Richtung Tannay-le-Mont-Dieu.
| Einwohner                                                  | 76 | 57 | 41 | 39 | 40 | 33 | 42 | 42 |
| Ab 1962 offizielle Zahlen ohne Einwohner mit Zweitwohnsitz |    |    |    |    |    |    |    |    |

## Kultur und Sehenswürdigkeiten
- Kirche Notre-Dame von 1960, Monument historique[2]
- Ein Mahnmal erinnert an die alliierten Soldaten, die in der Region kämpften.